# Roxane Arnal
Pour les articles homonymes, voir Arnal.
Roxane Arnal, née en 1995, est une musicienne, chanteuse et actrice française.

## Biographie
Sa famille s’installe en 2000 à Conflans-Sainte-Honorine et Roxane y découvre la musique à cinq ans en s’initiant au piano puis à la guitare. À quatorze ans, elle décide de s’engager dans la musique et suit les cours d’un lycée spécialisé à Sèvres : elle fait partie de la promotion 2013 et obtient le brevet de technicien des métiers de la musique.
Parallèlement, dès 2011, elle monte  le duo multi-instrumentiste Beauty & the Beast avec le musicien-pédagogue de 36 ans son aîné  Michel Ghuzel rencontré dans un stage de guitare : ils composent des chansons en anglais et en français dans un style pop-folk et se produisent sur scène en jouant de la guitare, de la contrebasse, des percussions, du ukulele, de la mandoline ou encore de l’harmonica. Ils enregistrent le disque Something New en 2017.
Roxane Arnal suit aussi une formation de comédienne d’abord au Cours Florent en 2014 puis de 2014 à 2016 à l'école Claude Mathieu.
C’est une rencontre fortuite avec le réalisateur Laurent Laffargue qui l’introduit dans le milieu du cinéma : à 18 ans elle tourne dans son film Les Rois du monde, sorti en 2015. Suivront Madame Hyde de Serge Bozon (2017) et Le Collier rouge de Jean Becker (2018), ainsi que le téléfilm Un adultère de Philippe Harel en 2018 pour lequel Roxane Arnal obtient le prix du meilleur espoir féminin au Festival de Luchon 2018.
Elle a tenu aussi de petits rôles dans des productions télévisuelles comme Origines, Profilage ou encore Alice Nevers : le juge est une femme.
Elle interprète également la musique du documentaire Vers un monde sans oiseaux ?, en 2019.

## Filmographie
Sauf indication contraire, les informations mentionnées dans cette section peuvent être confirmées par la base de données cinématographiques IMDb,  présente dans la section « Liens externes ».

### Cinéma
- 2014 : Invisible Friend, court métrage de Tomasz Szafranski : Rebecca
- 2015 : Feux, court métrage de Mali Arun
- 2015 : Les Rois du monde de Laurent Laffargue : Pascaline
- 2017 : Madame Hyde de Serge Bozon : La déléguée de classe 1
- 2017 : Le Collier rouge de Jean Becker : Perrine
- 2022 : Incroyable mais vrai de Quentin Dupieux : Marie à 19 ans

### Télévision
- 2015 : Profilage, épisode Sacrifiées réalisé par Vincent Jamain : Élise
- 2018 : Un adultère de Philippe Harel : Alice Fontaine
- 2019 : Le Bazar de la Charité, épisodes 2 et 4 réalisés par Alexandre Laurent : Chanteuse Boucan
- 2024 : Anthracite, épisode 5 : Valérie Faure (Jeune)

### Vidéo
- 2018 : Fly Away de Jose Manuel Herrero Gaspar
- 2019 : Stardrop

## Distinctions
- 2018 : Prix du meilleur espoir féminin au Festival de Luchon pour son rôle dans Un adultère de Philippe Harel[4]